# Георги Сланчев
Георги К. Сланчев е български революционер, деец на Вътрешната македоно-одринска революционна организация.

## Биография
Роден е в 1880 година в разложкото село Годлево, тогава в Османската империя. Включва се в националноосвободителните борби на българите в Македония и влиза във ВМОРО. Участва в Илинденско-Преображенското въстание през лятото на 1903 година с четата на Симеон Попконстантинов. Охранява бежанците към Рилския манастир. На 22 септември 1903 година участва в голямото сражение при Годлевската планина.
На 13 април 1943 година, като жител на Годлево, подава молба за българска народна пенсия. Молбата е одобрена и пенсията е отпусната от Министерския съвет на Царство България.